# Llei 19/2017, de 20 de desembre, de renda valenciana d'inclusió
La Llei 19/2017, de 20 desembre, de renda valenciana d'inclusión és una llei valenciana que estableix una nova renda mínima en l'àmbit autonòmic del País Valencià, reformant la que ja hi havia. Entrà en vigor el 23 d'abril de 2018.
L'esborrany de l'Avantprojecte de Llei va rebre 135 al·legacions, de les quals el 27% van ser acceptades i integrades al text, mentre que el 12% passaren a desenvolupament reglamentari i el 10% ja coincidien amb el que hi havia escrit. Aquestes al·legacions provenien de ciutadans i entitats com sindicats, entitats d'acció social i professionals.
El 30 de novembre de 2017 va ser aprovada a les Corts Valencianes amb els vots a favor de tots els partits polítics excepte del Partit Popular de la Comunitat Valenciana que es va abstindre. L'11 de gener de 2018 va ser publicat al Butlletí Oficial de l'Estat.

## Contingut
La renda s'estableix en col·laboració amb els ajuntaments.
Els requisits per rebre la renda valenciana d'inclusió són:
que tinguen un any de residència a la Comunitat Valenciana o haver viscut ací 5 anys dels últims 10; no disposar de recursos econòmics o que siguen inferiors a la quantia de la renda valenciana d'inclusió; ser major de 25 anys, ser major de 16 anys i tindre persones a càrrec seu, o ser major de 18 anys i haver tingut un treball remunerat d'almenys un any; i no tindre un patrimoni equivalent al valor de 7 vegades la quantia màxima anual de la renda valenciana d'inclusió, sense comptar l'habitatge habitual.
A més, a les personas refugiades, en asil o víctimes d'explotació sexual, de violència de gènere o tràfic de persones no se'ls exigeix temps de residència.
La renda valenciana presenta dos modalitats:
- Renda complementària d'ingressos: Els ingressos que complementa poden vindre de la feina o d'altres prestacions.[9] La quantitat és establida mitjançant un reglament.[10]
  - Renda complementària d'ingressos per prestacions(Entra en vigor en 2019)
  - Renda complementaria de ingresos por treball (Entra en vigor en 2020)[3]
- Renda de garantia: La quantitat està establida en percentatges del salari mínim interprofessional segons el nombre de membres de la unitat de convivència.[11] Entraren en vigor quan entra en vigor la llei en general.
  - Renda de garantia d'ingressos mínims
  - Renda d'inclusió social[3]